# Blancà
El Blancà és un estatge faunístic nord-americà de l'escala d'edats nord-americanes de mamífers terrestres (NALMA) que generalment es considera que començà fa 4,75 milions d'anys i s'acabà fa 1,806 milions d'anys. S'encavalca amb el Pliocè i el Plistocè inferior. És precedit pel Hemphil·lià i seguit per l'Irvingtonià.
Segons la definició habitual de l'estatge, correspon al període que a Europa i Àsia va des del Zanclià mitjà fins al Gelasià, passant pel Plasencià. A Califòrnia, correspon aproximadament a l'espai de temps que va des del Delmontià mitjà fins al Wheelerià molt primerenc. Els estatges contemporanis australians són el Cheltenhamià mitjà, Kalimnà i Yatalà. A Nova Zelanda, el seu inici correspon a l'Opoitià i el seu final al Nukumaruà inferior. Finalment, al Japó, el seu inici correspon al Yuià superior i el seu final al Kechienjià inferior.